# Bernd Hänsler
Bernd Hänsler (* 24. Juli 1946) ist ein ehemaliger deutscher Fußballspieler.

## Karriere
Hänsler spielte zuletzt in der Jugendabteilung von Tasmania Berlin, bevor er 1964 in die Amateurmannschaft aufrückte und in der drittklassigen Amateurliga Berlin zum Einsatz kam. Zur Saison 1965/66 rückte er in die erste Mannschaft auf, die den Platz vom Stadtrivalen Hertha BSC in der Bundesliga einnahm, nachdem dieser – aufgrund von Statutenverstößen – durch den DFB aus dieser in die zweitklassige Regionalliga Berlin zurückgestuft wurde. Zuvor war Tennis Borussia Berlin als Meister der Regionalliga Berlin 1964/65 bereits in der Aufstiegsrunde gescheitert und der zweitplatzierte Verein Spandauer SV verzichtete auf den Aufstieg. Da er sich im Mittelfeld nicht gegen seine Mitspieler Peter Engler, Horst Szymaniak und Klaus Konieczka durchzusetzen vermochte, bestritt er lediglich fünf Punktspiele, die allesamt mit insgesamt 1:21 Toren verloren wurden. Sein Debüt gab er am 23. Oktober 1965 (10. Spieltag) bei der 0:3-Niederlage im Auswärtsspiel gegen den Meidericher SV. Er gehörte als einer von 24 Spielern jenem Verein an, der bis heute als Sinnbild des erfolglosesten Vereins in der Bundesligageschichte gilt. Nach dem Abstieg in die Regionalliga Berlin, bestritt er, obwohl noch bis Saisonende 1967/68 dem Verein angehörig, lediglich am 4. Februar 1968 zu seinem einzigen Punktspiel in dieser, als er in der 58. Minute für Robert Hempfler eingewechselt wurde.